# Clitarco
Clitarco (em grego clássico: Κλείταρχος; romaniz.: Cleítarchos; em latim: Clitarchus) foi um dos historiadores de Alexandre, o Grande. Era filho do também historiador Dinão de Colofão. Possivelmente, era nativo do Egito, ou ao menos passou um tempo considerável no palácio de Ptolemeu I Sóter. Clitarco foi ativo de meados até o final do século III a.C.
Quintiliano dizia que Clitarco era capaz e confiável, já Cícero acusava-o de registrar um relato fictício da morte de Temístocles. Apesar disso, sua história era popular e muito usada por vários escritores, tais como Diodoro Sículo, Quinto Cúrcio Rufo, Marco Juniano Justino, Plutarco, e os autores do Romance de Alexandre. Seu estilo antinatural e exagerado tornou-se proverbial.
De sua obra original, completamente perdida, sobreviveram apenas aproximadamente trinta fragmentos preservados por outros autores, especialmente Cláudio Eliano e Estrabão. Registros encontrados recentemente em papiros da cidade de Oxirrinco mostram que Clitarco era tutor (didáscalo) de Ptolemeu IV Filopátor (r. 221-205 a.C.), e sugerem que ele escreveu na metade do século III a.C. e não no final do século IV, como antes se imaginava.